# 氫燃燒
氫燃燒過程在恆星核合成中可以是5倍太陽質量以內的主序星，進行的質子-質子鏈反應，或是更重的恆星所進行的，以碳氮氧循環為主的反應。這兩者都是靠著將氫燃燒成氦的過程來產生恆星的能量。